# Alba Molina
Alba Molina Montoya (Sevilla, 26 de noviembre de 1978) es una cantante gitana española. Sus padres son los integrantes del dúo flamenco Lole y Manuel.

## Biografía
A la edad de 12 años desfila por primera vez, pero es a los 14 cuando obtiene el título de Miss Elegancia en un concurso de belleza en Jerez/Arcos de la Frontera (Cádiz). Con 15 desfila en la pasarela Cibeles vestida de novia de la mano de Manu Fernández. Y hasta su mayoría de edad continuó desfilando por diferentes países de Europa
Editó su primer disco (Despasito) en 1997, con la colaboración de su padre y de Alejandro Sanz, con el que se hace con el premio "Artista revelación" en los Premios de la Música y alcanza las 50.000 copias.
En 1998 cantó junto a Navajita Plateá el tema "Noches de Bohemia", que supuso un gran éxito en su carrera.
En 2001 publica el disco Alba Molina, junto al cantaor Colele, que llega junto con su maternidad y permite disfrutar de una Alba más madura.
En 2003 publica un nuevo disco con el grupo Las Niñas llamado Ojú, alcanza las 80.000 copias y obtiene cinco candidaturas en los Premios de la música: mejor canción, mejor canción de pop, mejor arreglista, canción revelación y grupo revelación, haciéndose con los dos últimos.

En 2005 sale a la venta un nuevo disco de Las Niñas Savia Negra. Este disco no tiene la misma aceptación que el anterior, no obstante giran por toda España y participan como presentadoras y conductoras en un proyecto televisivo en Canal 2 Andalucía, 1001 noches y 1001 músicas, ambos de entrevistas y música en vivo.
En 2006 colaboró con Pereza en el disco Los amigos de los animales.
Junto a su compañera Vicky Luna de Las Niñas, y el guitarrista lebrijano Rycardo Moreno, Alba Molina une su raíz flamenca a la vocación jazzística de su compañera para iniciar un nuevo proyecto de fusión con el que ya se están dejando ver por salas y locales de toda España. Realizan un repertorio acústico en el que se mezclan boleros versionados e interpretados como nunca, con algunas canciones inéditas, algo de blues y jazz, y todo ello tamizado por melodías que suenan a Brasil, Cuba, Nueva Orleans y sobre todo a Andalucía.
Molina, Alba y Manuel es un proyecto que comparte con Manuel Molina, con una Alba más flamenca, pura y racial.
Divas del flamenco es un homenaje a Frank Sinatra donde Lole Montoya, Alba Molina, Montse Cortés y Ana Salazar interpretan estandards de jazz aportando su toque flamenco, y donde colabora como artista invitada Vicky Luna.
El 23 de junio de 2009 editó un álbum con Tucara (Warner music Spain), nuevo proyecto con Andreas Lutz (cantante del grupo de rock andaluz O'funk'illo.) que incluye el éxito "No puedo quitar mis ojos de ti" ("Can't Take My Eyes Off You") que representó la campaña internacional de Turismo de Andalucía. 
En 2011 se convierte en jurado de la quinta edición del programa de Canal Sur Se llama copla.
En 2019, editó "Para Lole y Manuel", un CD + DVD grabado en directo en el Teatro Lope de Vega de Sevilla junto a Joselito Acedo.
A finales de 2020 edita "El Beso" con Blanco Y Negro. Primer disco producido por Alba Molina, donde cuenta con la colaboración de Lin Cortés y Fran Cortés "Chiquetete" entre otros muchos amigos.
En 2023, edita "Nuevo Día", un álbum donde Alba Molina y el pianista cubano Pepe Rivero se juntan para ofrecer una nueva visión del repertorio de Lole y Manuel y de otros grandes clásicos, como nunca antes se había escuchado, a piano y voz.
En el nuevo disco, se pueden escuchar temas como “La mariposa”, “Nuevo día” entre otros, en versiones con algunos toques 'jazzy', pero sin perder su originalidad flamenca.
El álbum fue grabado en vivo y en directo en el club de jazz de Madrid “Recoletos Jazz” los días 30 y 31 de marzo y 1 de abril de 2022. Fue mezclado y masterizado por Jesús Chaves en los estudios Pelícano de Sevilla, España. 

## Discografía
- Despasito (1998)
- Alba Molina (2001)
- Ojú (con Las Niñas) (2003)
- Savia negra (con Las Niñas) (2005)
- Tucara (con Andreas Luzt) (2009)
- Canta a Lole y Manuel (2016)
- Caminando con Manuel (2017)
- Para Lole y Manuel (En directo) (2019)
- El beso (2020)
- Nuevo Día (con Pepe Rivero. En directo) (2023)
- 25 años (2024)